# Ясная Поляна (Чувашия)
Я́сная Поля́на (чув. Ясная Поляна) — посёлок в Батыревском районе Чувашской Республики России. Входит в состав Норваш-Шигалинского сельского поселения.

## География
Посёлок находится в юго-восточной части Чувашии, в пределах Чувашского плато, в зоне хвойно-широколиственных лесов, на берегах реки Карлы, на расстоянии примерно 13 километров (по прямой) к юго-западу от села Батырева, административного центра района. Абсолютная высота — 155 метров над уровнем моря.

### Климат
Климат характеризуется как умеренно континентальный, с умеренно холодной снежной зимой и тёплым летом. Среднегодовая температура воздуха — 3,1 °С. Средняя температура воздуха самого тёплого месяца (июля) — 18,7 °C (абсолютный максимум — 37 °C); самого холодного (января) — −12,3 °C (абсолютный минимум — −42 °C). Среднегодовое количество атмосферных осадков составляет 530 мм.

### Часовой пояс
Посёлок Ясная Поляна, как и вся Чувашия, находится в часовой зоне МСК (московское время). Смещение применяемого времени относительно UTC составляет +3:00.

## Население
| 2010 | 2012 |
| ---- | ---- |
| 30   | ↗41  |

### Половой состав
По данным Всероссийской переписи населения 2010 года в гендерной структуре населения мужчины составляли 53,3 %, женщины — соответственно 46,7 %.

### Национальный состав
Согласно результатам переписи 2002 года, в национальной структуре населения чуваши составляли 100 % из 48 чел.